# Pfarrkirche St. Jakob in Haus

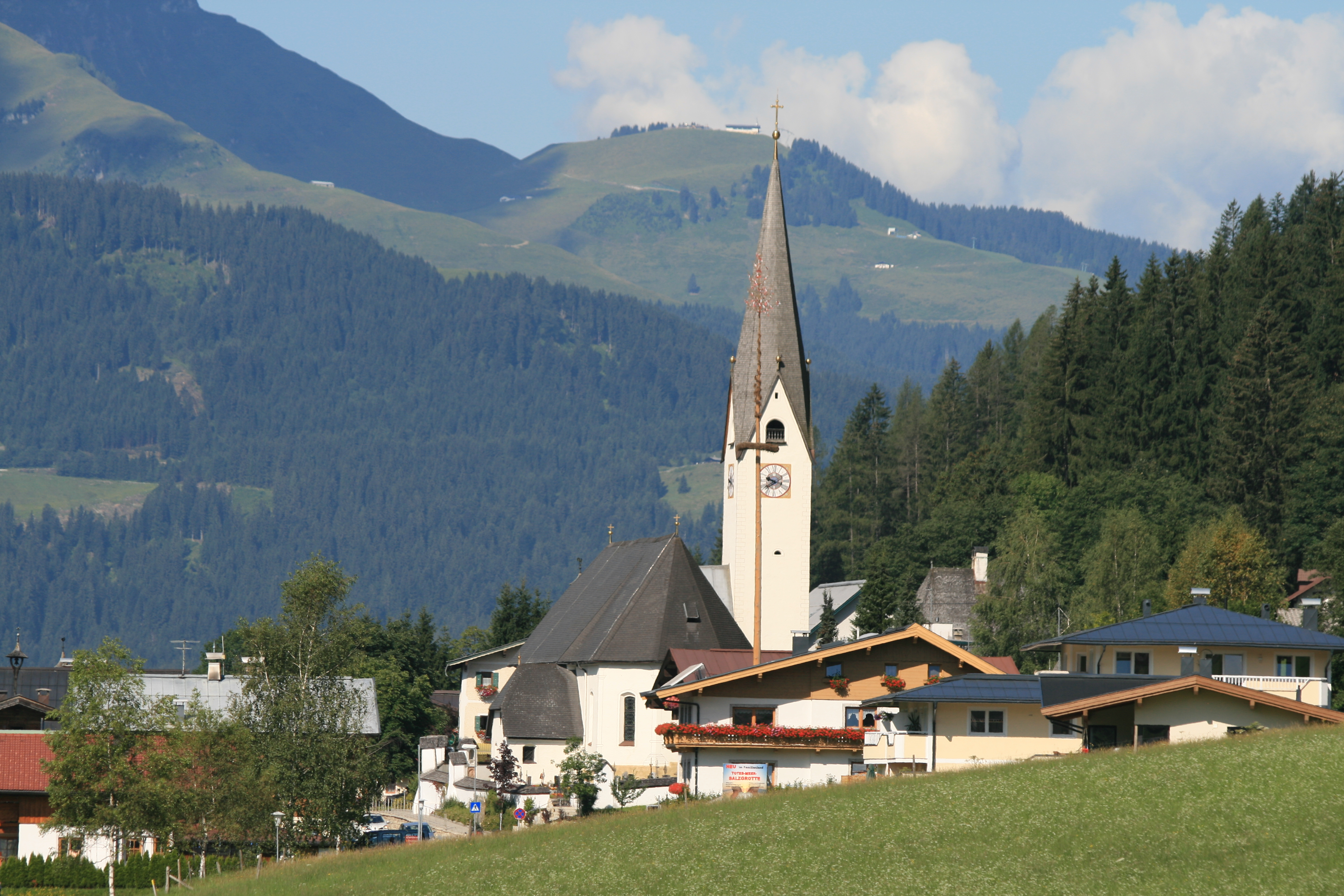
Katholische Pfarrkirche hl. Jakobus der Ältere in St. Jakob in Haus

Die Pfarrkirche St. Jakob in Haus steht am Nordrand des Dorfes in der Gemeinde St. Jakob in Haus im Bezirk Kitzbühel im Bundesland Tirol. Die dem Patrozinium hl. Jakobus der Ältere unterstellte römisch-katholische Pfarrkirche gehört zum Dekanat St. Johann in Tirol in der Erzdiözese Salzburg. Die Kirche und der Friedhof stehen unter Denkmalschutz (Listeneintrag).

## Geschichte
1018 wurde wohl eine Kirche genannt, urkundlich 1309. 1891 wurde die Kirche zur Pfarrkirche erhoben.
Nach einer Zerstörung der Kirche durch eine Lawine wurde 1689 die im Kern gotische Kirche neu aufgebaut.

## Architektur
Der Kirchenbau ist von einem Friedhof umgeben.
An das schlichte Langhaus unter einem Schopfwalmdach schließt ein leicht eingezogener polygonaler Chor an. Das gotische Sockelgesims ist großteils erhalten. Die Westfront hat ein rundbogiges gekehltes Portal und darüber ein Kreisfenster. Der Nordturm am Chor mit einer gemalten Eckquadrierung und mit rundbogigen abgefasten Schallöffnungen in den Giebeln trägt einen Giebelspitzhelm aus 1699.
Das dreijochige Langhaus ist mit einem Tonnengewölbe mit Stichkappen auf gefasten Wandpfeilern versehen. Der Chor ist vom Langhaus durch einen Gurtbogen abgesetzt und wird von einer Tonne mit spitzbogigen Stichkappen auf Pilastern überwölbt. Die Deckengemälde in Medaillons malte Johann Endfelder 1844, im Langhaus Maria und hl. Jakobus vor der Hl. Dreifaltigkeit als Fürbitter der Armen Seelen sowie das Marthyrium des hl. Jakobus, an den Chorwänden Apostelkreuze mit den gemalten Heiligen Petrus, Paulus, Jakobus und Johannes Evangelist.
Die barocke Holzempore aus dem Ende des 17. Jahrhunderts zeigt mit 14 Leinwandbildern Leben und Legende des hl. Jakobus.

## Ausstattung
Der Hochaltar aus dem 17. Jahrhundert wurde im Anfang des 19. Jahrhunderts verändert. Er trägt die Figuren Markus und Marcelinus von Georg Faistenberger aus dem Ende des 17. Jahrhunderts, er zeigt das Altarbild Maria, Jakobus und Josef aus dem späten 19. Jahrhundert. Das Oberbild Gottvater malte wohl Ignaz Faistenberger. Der Tabernakel entstand in der Mitte des 18. Jahrhunderts.
Die zwei Seitenaltäre entstanden im Ende des 17. Jahrhunderts und wurden im Anfang des 19. Jahrhunderts verändert. Der linke Seitenaltar zeigt das Altarbild hl. Georg. Der rechte Seitenaltar zeigt das Altarbild Anbetung der Hostie gemalt von Ignaz Faistenberger um 1700, die Figur hl. Michael und der Tod auf dem Aufsatz schuf Georg Faistenberger.

## Friedhof
An der Friedhofsmauer stehen vierzehn barocke Nischenbildstöcke mit Stationsbildern. Eine Nischen der Eingangspfeiler trägt die barocke Figur Christus im Elend aus dem zweiten Viertel des 18. Jahrhunderts Franz Offer zugeschrieben, die andere Nische Christus am Ölberg.

## Grabdenkmäler
- An der Westfront der Kirche steht ein Grabstein zu Stephan Edenhauser 1744.
- Gemaltes Epitaph an der Predella des rechten Seitenaltares zur Gewerkenfamilie Prugger von Pruckheim von Ignaz Faistenberger um 1700.
- Grabstein der Familie Prugger von Pruckheim.